# Raorchestes terebrans
Espèce
Synonymes
- Philautus terebrans Das & Chanda, 1998
- Pseudophilautus terebrans (Das & Chanda, 1998)

Statut de conservation UICN

 DD  : Données insuffisantes
Raorchestes terebrans est une espèce d'amphibiens de la famille des Rhacophoridae.

## Répartition
Cette espèce est endémique de l'État d'Andhra Pradesh en Inde,. Elle n'est connue que dans la localité type, Peddavalasa dans le district de Visakhapatnam, à environ 1 000 m d'altitude dans les Ghâts orientaux.

## Publication originale
- Das & Chanda, 1998 : A new species of Philautus (Anura: Rhacophoridae) from the Eastern Ghats, south-eastern India, Journal of South Asian Natural History, vol. 3, p. 103-112.